# Comuna Rodnîkivka, Svaleava
Rodnîkivka (în ucraineană Родниківка) este o comună în raionul Svaleava, regiunea Transcarpatia, Ucraina, formată din satele Rodnîkivka (reședința) și Rodnîkova Huta.

## Demografie
Componența lingvistică a comunei Rodnîkivka
     Ucraineană (97,92%)
     Slovacă (1,34%)
     Alte limbi (0,07%)
Conform recensământului din 2001, majoritatea populației comunei Rodnîkivka era vorbitoare de ucraineană (97,92%), existând în minoritate și vorbitori de slovacă (1,34%).